# Conophytum blandum
Conophytum blandum är en isörtsväxtart som beskrevs av L. Bol.. Conophytum blandum ingår i släktet Conophytum, och familjen isörtsväxter. Inga underarter finns listade i Catalogue of Life.